# Simão da Sicília
Simão da Sicília (1093 – 1105) chamado também de Simon de Hauteville em francês ou Simone D'Altavilla, em italiano, foi o filho mais velho e sucessor de Rogério I da Sicília, o Grande Conde, conde da Sicília, e de Adelaide del Vasto, que lhe servia como regente.  O cronista Alexandre de Telese relata um incidente que aconteceu durante a infância de Simão e seu irmão, Rogério II da Sicília:
Crianças ainda, eles estavam brincando com um jogo de moedas que era um de seus favoritos, mas acabaram brigando. Enquanto eles lutavam, cada um contando com um grupo de rapazes que haviam se reunido em torno deles, o mais jovem, Rogério, foi o vencedor. Como resultado, ele zombou de seu irmão Simão, dizendo: "Seria muito melhor que eu tivesse honra de ter o poder triunfante depois da morte do nosso pai ao invés de você. No entanto, quando eu for capaz disso eu farei de você um bispo ou mesmo o Papa, em Roma - a que você está muito mais adequado.
Simão era jovem quando ascendeu ao condado, em 1101, porém morreu apenas quatro anos depois, em 1105. Sua morte permitiu que seu irmão, Rogério II , que seria rei da Sicília, sucedê-lo.